# Riva (cantiere navale)
Riva è un cantiere italiano produttore d'imbarcazioni di lusso, fondato nel 1842 a Sarnico in provincia di Bergamo: è parte del Gruppo Ferretti dal 2000.

## Storia

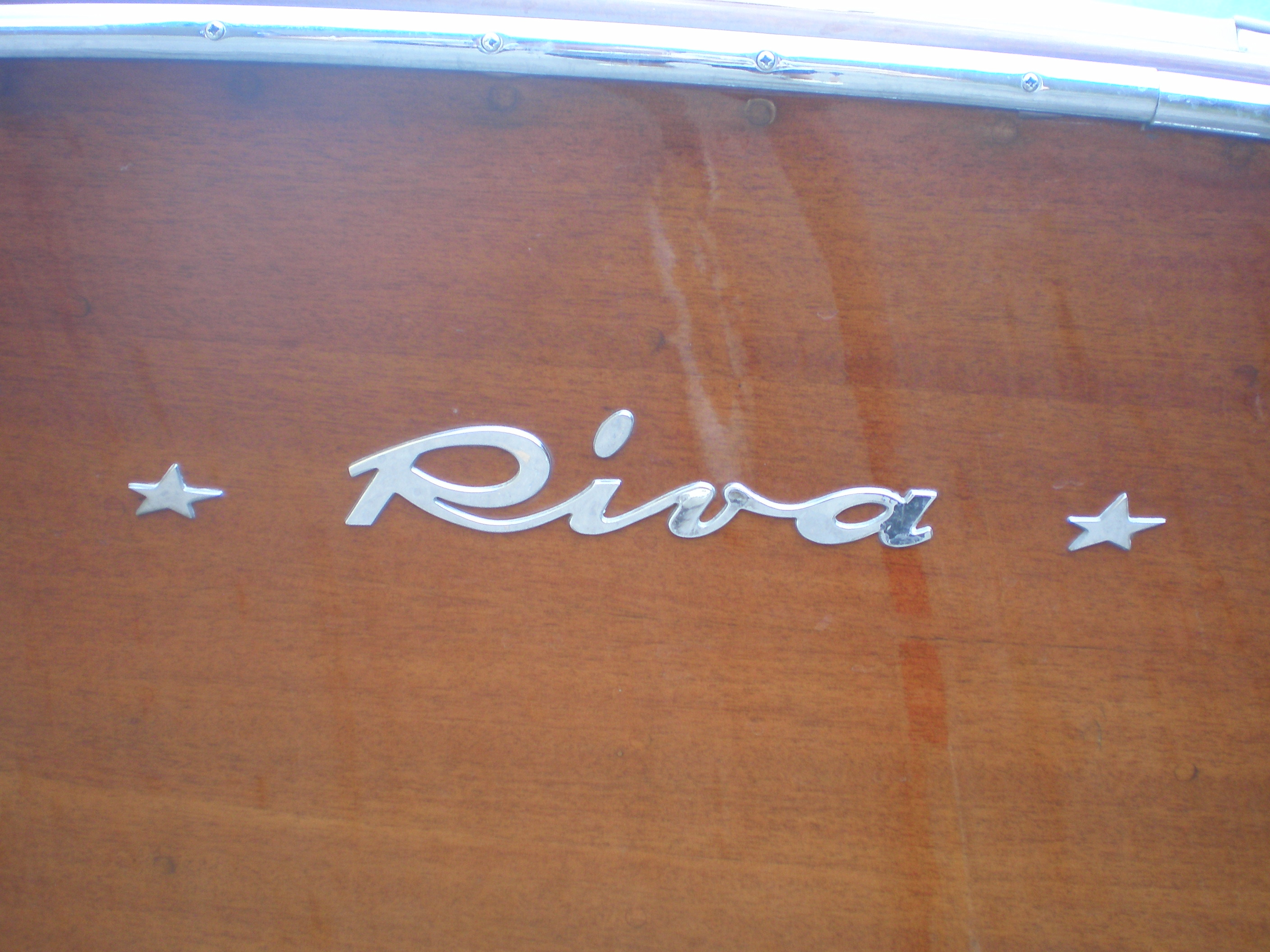

Il cantiere nasce nel 1842 a Sarnico, sulla sponda occidentale del Lago d'Iseo, per opera del maestro d'ascia Pietro Riva, trasferitosi da Laglio.
Agli inizi, l'attività si concentra sulla riparazione e sulla costruzione artigianale di imbarcazioni da lavoro. Con il subentro alla guida dell’azienda degli eredi di Pietro Riva, il cantiere si evolve. In particolare, nel 1880 il figlio Ernesto introduce sulle imbarcazioni il motore a scoppio, mentre nei primi anni del 900 il nipote Serafino abbandona il segmento delle barche da lavoro per dedicarsi alla nautica da diporto, dotandole di motori entrobordo.
Nello stesso periodo, il cantiere entra nel mondo delle competizioni motonautiche. Il primo maggio del 1912 Serafino Riva partecipa a una gara internazionale su uno scafo da corsa spinto da un motore fuoribordo, raggiungendo i 24 km all'ora. Sempre Serafino, nel 1931 e nel 1932, vince la gara Pavia – Venezia, raggiungendo i 52 km/h, velocità record per l’epoca. In parallelo, il cantiere prosegue lo sviluppo delle imbarcazioni da diporto: negli anni ’30 nascono i prototipi dei motoscafi che faranno conoscere il cantiere anche fuori dall'Italia.
Nel secondo dopoguerra è il figlio di Serafino, Carlo Riva, a prendere le redini dell'azienda. Il cantiere si orienta definitivamente verso il settore delle imbarcazioni di lusso. In questa fase avviene il passaggio da un modello di produzione su ordinazione e artigianale alla realizzazione di scafi in serie. A livello tecnico, vengono introdotte innovazioni come l’uso del compensato e una tecnica di stampaggio del multistrato utile a realizzare le fiancate, lo specchio di poppa e la coperta.
Tra la fine degli anni ’40 e l’inizio degli anni ’50 nascono i primi modelli storici del marchio: il Corsaro (1946), l’Ariston (1949), lo Scoiattolo (1950),  il Tritone (1950), il Sebino (1951) e il Florida (1952). Il design delle imbarcazioni si caratterizza per l’impiego di legni pregiati, le linee sinuose, le cromature, il colore acquamarina tipico degli interni e gli elementi mutuati dalle auto dell’epoca, come il volante e il cruscotto.
Nel 1956 inizia la collaborazione con il designer e architetto Giorgio Barilani. La sua attività grafica e progettuale nel settore della nautica diviene esclusiva per Riva, per la quale riveste la carica di responsabile della progettazione dal 1970 al 1996.
Nel novembre del 1962 viene presentato l’Aquarama al terzo Salone Internazionale della Nautica di Milano. L’imbarcazione, il cui nome si ispira ai "cinerama", i grandi schermi cinematografici sperimentali americani, viene presentata con lo slogan "Sole, mare, gioia di vivere!". La prima versione della barca si basa su un prototipo derivato dal Tritone, il Lipicar n.1, e presenta le seguenti caratteristiche: 8,02 m di lunghezza per 2,62 di larghezza, posti per otto persone, due cuccette a prua, due motori Chris-Craft a benzina da 185 hp ciascuno, una velocità massima di 73 km/h (circa 40 nodi) e un prezzo al pubblico di 10.800.000 lire. Il primo a collaudare il motoscafo è il presidente della FIAT, Gianni Agnelli.
Mentre nel 1966 viene presentato Riva Junior, la prima imbarcazione Riva con murate verniciate, un altro momento significativo si ha nel 1970: si apre una nuova fase per il cantiere, che avvia la produzione di barche in vetroresina lanciando il Bahia Mar 20' e il cabinato Sport Fisherman 25', seguiti dal Rudy nel 1972. Nello stesso anno, a giugno, il Super Aquarama Zoom si classifica primo nella categoria runabout e secondo in assoluto nella più lunga gara motonautica d'alto mare del mondo: la Londra - Montecarlo. Tra gli anni ’70 e gli anni ’80 la produzione si amplia con ulteriori modelli in vetroresina, tra cui il Superamerica, il Saint Tropez e il Riva 2000.
Sul piano societario, invece, l’avvio della produzione di imbarcazioni in vetroresina coincide con un periodo di tensione tra l’azienda e i suoi operai. Nel 1969 l’aspro clima sindacale porta Carlo Riva alla vendita della società all’americana Whittaker, mantenendo però le cariche di Presidente e di Direttore Generale fino al 1971. A prendere il posto di Carlo è Gino Gervasoni, suo cognato e socio.
Nuovi cambiamenti societari avvengono alla fine degli anni '80 con l’acquisto del cento per cento delle azioni della Riva da parte del gruppo inglese Vickers, proprietario della Rolls-Royce. Poco dopo, Gino Gervasoni lascia il cantiere dopo 41 anni di attività. Termina così la presenza della famiglia Riva nel cantiere. Nello stesso periodo l’azienda presenta il Riva 32 Ferrari, yacht progettato in collaborazione con la casa automobilistica di Maranello.
Nel 1991 viene invece presentato il 58' Bahamas al Salone Nautico di Genova: si tratta della prima barca progettata da Mauro Micheli, designer fondatore insieme a Sergio Beretta dello studio Officina Italiana Design, che da quel momento disegna in esclusiva le imbarcazioni Riva. La produzione di runabout in legno, nel frattempo, prosegue fino al 1996, anno in cui viene costruito l’ultimo Aquarama Special, il n. 784.
Nel 2000 il cantiere entra a far parte di Ferretti Group. Nel novembre 2004 apre a La Spezia una nuova sede del cantiere, con attrezzature e spazi per la produzione di yacht di lunghezza superiore ai 20 metri.
Il 10 aprile 2017 scompare Carlo Riva. Due anni dopo, nel marzo 2019, viene varato il primo yacht da 50 metri del marchio, il Race, realizzato presso il cantiere di Ancona del gruppo Ferretti.

## Siti produttivi

### Cantiere di Sarnico
Il cantiere di Sarnico, attivo dal 1842 sul Lago d’Iseo, è la sede storica di Riva. Nel sito sono stati costruiti i celebri scafi in legno del marchio; a partire dagli anni duemila vi vengono realizzate imbarcazioni di lunghezza compresa tra gli 8 e i 21 metri.
Il cuore del cantiere è l'ufficio dell'Ingegner Carlo Riva, che lo progettò direttamente. Denominato “la Plancia”, lo studio è collocato al centro della grande volta del capannone, con un'arcata larga 40 metri retta da altri due pilastri laterali, che sostengono anche due carroponti, ciascuno dei quali è in grado di sollevare barche di oltre 20 tonnellate. Il cantiere è protetto dalla Sovrintendenza ai Beni Ambientali e si estende su una superficie totale pari a 36.000 metri quadri, di cui 17.000 coperti.

### Cantiere di La Spezia
Entra in funzione nel 2004 e rappresenta oggi il punto di riferimento per Ferretti Group a livello tecnico, logistico e commerciale nel bacino del Mar Ligure e Tirreno.  
Il cantiere – sede della costruzione degli yacht Riva compresi tra i 23 e i 40 metri di lunghezza - si estende su una superficie complessiva di oltre 60.000 metri quadri.

### Cantiere di Ancona
Presso il Superyacht Yard di Ancona vengono realizzate le imbarcazioni Riva della Superyacht Division, di lunghezza superiore ai 50 metri. Il cantiere si estende su una superficie di oltre 80.000 metri quadri.

## Imbarcazioni

### Modelli storici: dagli anni '40 agli anni '90

#### Legno
Sebbene l’inizio dell’attività del cantiere risalga alla seconda metà del XIX secolo, la svolta più importante nella produzione avviene tra la fine degli anni ’40 e l’inizio degli anni ’50, quando Carlo Riva avvia la costruzione dei runabout in legno che hanno reso celebre il marchio per eleganza, qualità costruttiva e tecnologica.
Nel 1946 viene presentato il Corsaro, primo modello della serie, caratterizzato da uno scafo compatto (5,29 metri), da un volante ispirato al mondo automobilistico dell’epoca e da un’elevata manovrabilità. La barca può ospitare un massimo di 4 persone e raggiungere i 70 km/h; ne vengono prodotti 40 esemplari, fino al 1955.
Nel 1949 è la volta dell’Ariston, particolarmente amato dallo stesso Carlo Riva.
Il modello riprende il design del Corsaro, aumentandone le dimensioni a 6,72 metri, aggiungendo una seconda fila di sedili e portando la capacità di trasporto a 6 persone. L’imbarcazione si distingue, in particolare, per un trincarino in mogano massiccio, riproposto anche nei modelli successivi. Dotata di un motore da 220 cavalli, la prima versione dell’Ariston raggiunge i 70 km/h di velocità, mentre la “Super” gli 80 km/h. Il modello viene prodotto in 1.012 esemplari, fino al 1976.
Nel 1950 presso il cantiere di Sarnico inizia la produzione di altri due modelli: lo Scoiattolo e il Tritone. Il primo è un motoscafo con motore fuoribordo compatto e agile. Lungo appena 4,12 metri, ne vengono costruiti 137 esemplari. Il Tritone è invece un motoscafo di 8,02 metri, con una capacità di 12 persone tra il pozzetto e la cabina interna. In particolare, è il primo della serie a essere equipaggiato con due motori e a contare su un’autonomia di 9 ore grazie all’alta capacità dei serbatoi. Tra il modello base e la versione Super ne vengono costruiti 258, fino al 1967.
Nel 1951 l’azienda lancia il Sebino, il primo modello pensato da Riva per essere costruito in serie. Lungo 4,92 metri, viene prodotto in 119 esemplari. L’anno successivo viene presentato il Florida, progettato come imbarcazione di facile utilizzo per lo sci nautico. Lunga 5,59 metri, presenta un volante ispirato alle automobili americane di quegli anni. Come per l’Ariston e il Tritone, anche del Florida viene realizzata una versione Super, più performante. Il modello base rimane in produzione fino al 1964, il secondo fino al 1968, per un totale di 1.029 esemplari.
Il 1962 è, invece, l’anno di lancio dell’Aquarama, la barca che più di tutte diventa simbolo di Riva e ne sancisce il successo internazionale. Inizialmente lungo 8,02 metri e fornito di due motori Chris Craft da 185 cavalli ciascuno, nel tempo viene riproposto in versioni più performanti, tra cui la Super, capace di raggiungere i 90 km/h, e la Special. Rispetto alle precedenti, quest’ultima presenta una poppa a scivolo pensata per facilitare la risalita a bordo, introdotta dall’architetto Giorgio Barilani anche nell’ottica di rendere la linea della barca più slanciata. Lunga 8,75 metri ed equipaggiata con motori da 350 cavalli, la Special è l’ultima versione dell’Aquarama, prodotta dal cantiere fino al 1996. Contando tutte le varianti, nell’arco di 34 anni ne vengono costruiti 765.
Dal 1966 al 1972 viene prodotto in 660 esemplari il modello Junior. Lungo 5,7 metri, si distingue per le murate verniciate di bianco e le ordinate con interasse più largo, caratteristiche che ne determinano il prezzo più accessibile rispetto ai modelli maggiori.
L’ultimo dei runabout in legno per data di uscita sul mercato è l’Olympic, il cui nome vuole essere un tributo alle Olimpiadi del 1968. Prodotto in 264 esemplari dal 1969 al 1979, il modello è lungo 6,55 metri e presenta una carena particolarmente adatta allo sci nautico.

#### Materiale composito
A partire dalla fine degli anni ’60, il cantiere inizia a proporre imbarcazioni realizzate in vetroresina. I primi modelli, lanciati nel 1970, sono il day cruiser Bahia Mar 20 e il cabinato Sport Fisherman 25, frutto della collaborazione con l’americana Bertram. Pur segnando un cambiamento importante rispetto ai classici runabout del cantiere, i due modelli presentano finiture esterne e interne in legno che richiamano la tradizione dell’azienda. Nel 1972 viene presentata la prima barca in vetroresina realizzata interamente dal cantiere italiano: Rudy, un runabout agile e veloce costruito sulla base del Riva Junior.
Tra gli anni ‘70 e ’80 il cantiere produce imbarcazioni sempre più orientate a navigazioni di lunga durata. Nel 1973 arriva il Superamerica, il primo flybridge del cantiere, realizzato in lunghezze comprese tra i 45 e i 50 piedi. Seguono il Riva 2000, il St. Tropez e il Corsaro 58. Nel 1985 si aggiunge alla gamma il 58 Bahamas.
Nel 1990 l’azienda presenta il Riva 32 Ferrari, motoscafo sportivo realizzato insieme all’omonima casa automobilistica e disponibile nei tipici colori Rosso Corsa e Giallo Modena. Prodotta in soli 40 esemplari, la barca è equipaggiata con due motori da 390 cavalli ciascuno, capaci di portarla a oltre 100 km/h di velocità (54 nodi). Oltre a presentare particolari soluzioni tecniche, il Riva Ferrari è il primo modello sviluppato dal cantiere sfruttando la progettazione digitale in 3D.

### Modelli dal 2000
Con l’ingresso in Ferretti Group, dagli anni Duemila la produzione del cantiere conosce una nuova fase, a cui concorrono anche l’apertura dello stabilimento di La Spezia, il quale permette la realizzazione di imbarcazioni di maggiori dimensioni, e la collaborazione con i designer Mauro Micheli e Sergio Beretta di Officina Italiana Design. In questa fase si delineano chiaramente i quattro segmenti di prodotto, rispettivamente: flybridge, open, sportfly e coupé, quest’ultima non più in produzione.
I modelli flybridge si caratterizzano per la presenza di un ponte superiore da cui è possibile pilotare la barca. Alcuni esempi di flybridge Riva sono il 75’ Venere, presentato nel 2006 e lungo 23 metri, e il 110’ Dolcevita del 2020, lungo 33 metri.
Gli open, invece, presentano uno scafo con il ponte principale aperto e senza flybridge. Tra gli yacht di questo tipo rientrano: l’Aquariva Super, lanciato nel 2000 e lungo 10 metri; l’Iseo, presentato nel 2011 e lungo 8 metri; il 68’ Diable, prodotto dal 2021 e lungo 20 metri.
I modelli sportfly uniscono caratteristiche degli yacht di tipo open, più sportivi, con quelle dei flybridge. Tra i Riva di questa linea vi sono l’88’ Folgore del 2020, lungo 26 metri, e il 76’ Perseo Super, presentato nel 2021 e lungo 23 metri.
Gli yacht coupé si caratterizzano per il ponte principale aperto a poppa. Negli anni il cantiere propone alcune imbarcazioni di questo tipo, come l’88 Domino Super, lungo 26 metri, e il 76 Coupé, lungo 23 metri, entrambi annunciati nel 2015.

### Superyacht Division
Nel 2019 l'azienda entra nel settore megayacht grazie al varo del Race, prima barca lunga 50 metri a essere realizzata dalla Divisione Superyacht, operante presso il cantiere di Ancona di Ferretti Group.

## Galleria d'immagini

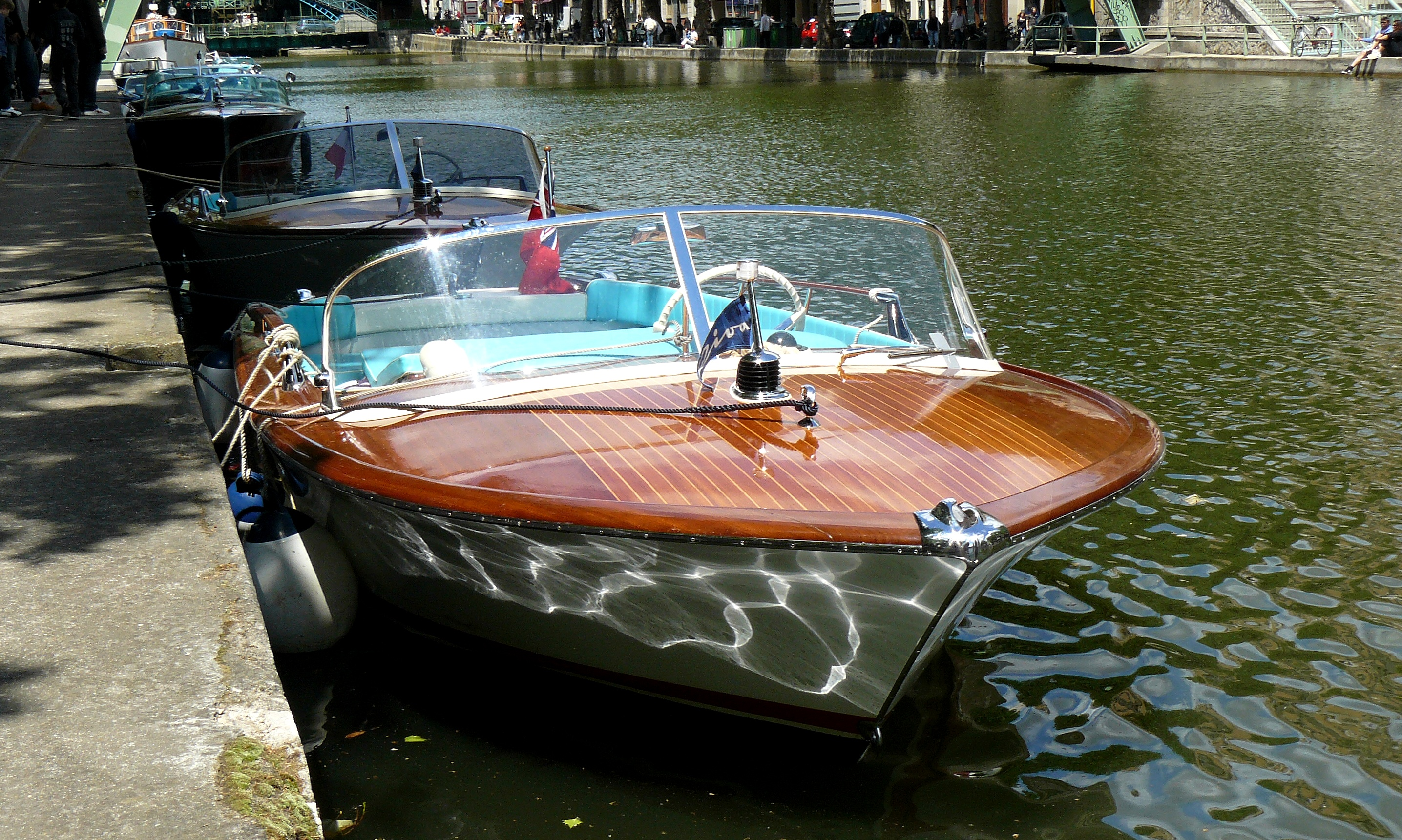
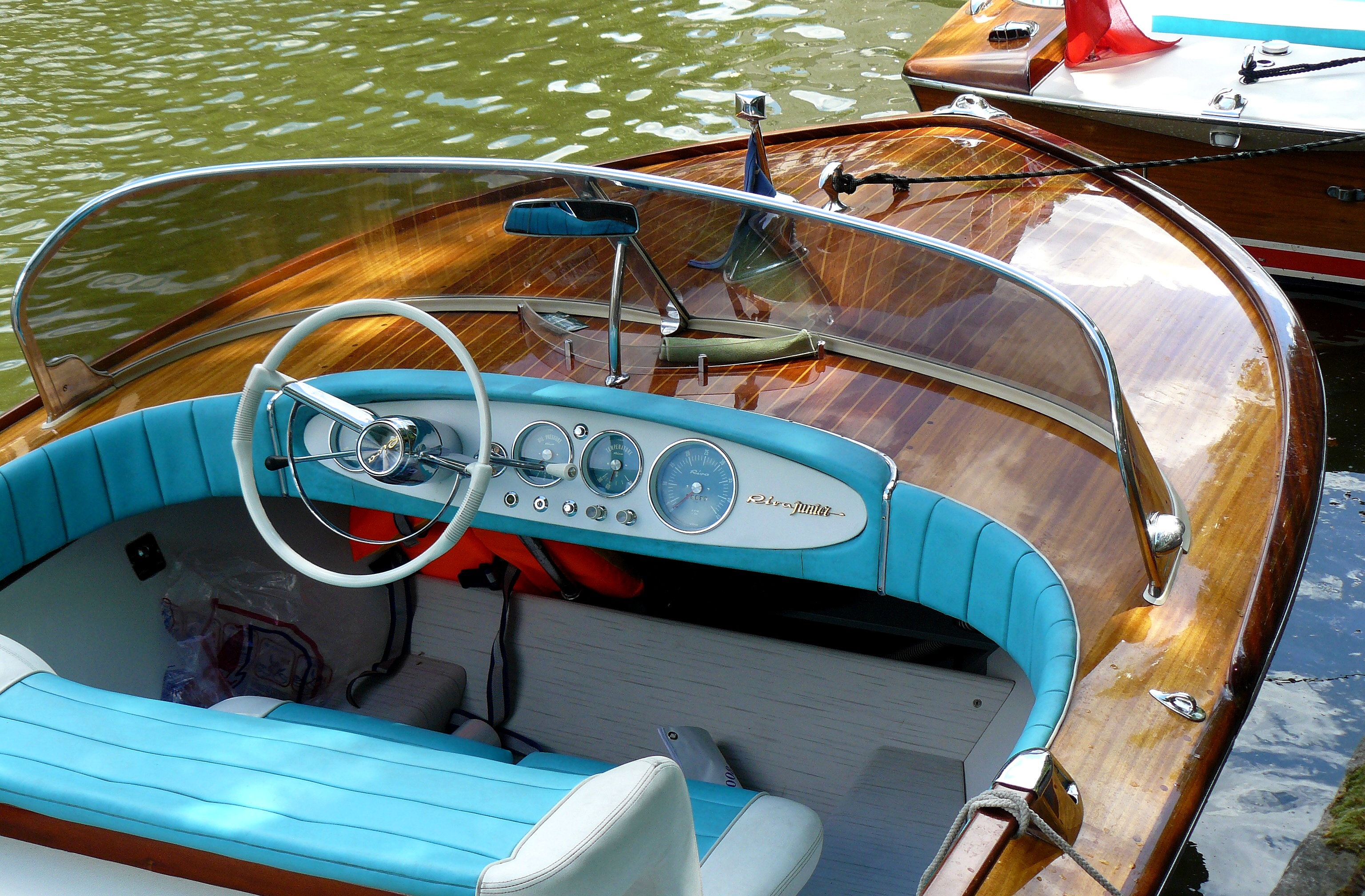
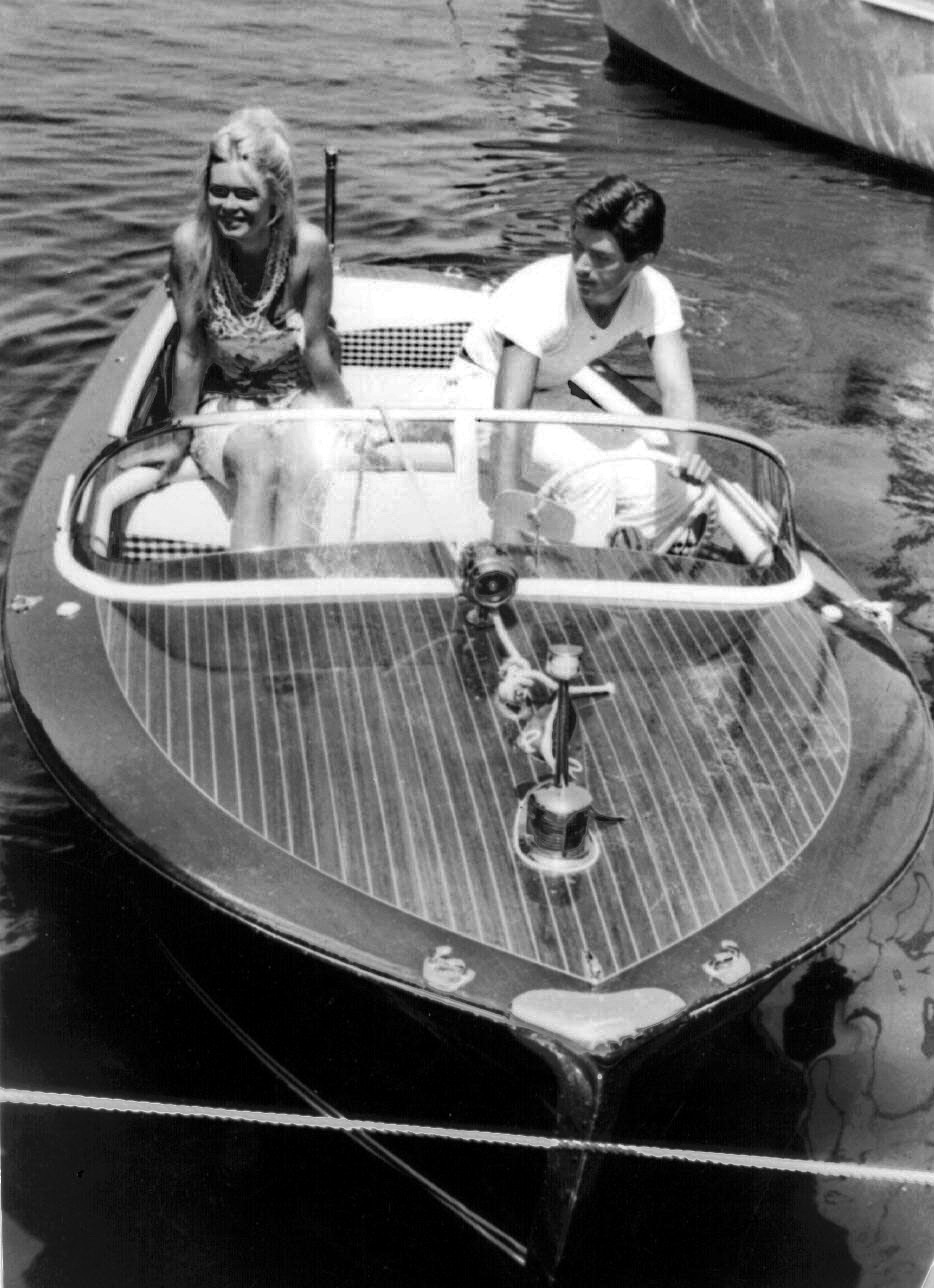
Brigitte Bardot, Sami Frey (Saint-Tropez, 1963)
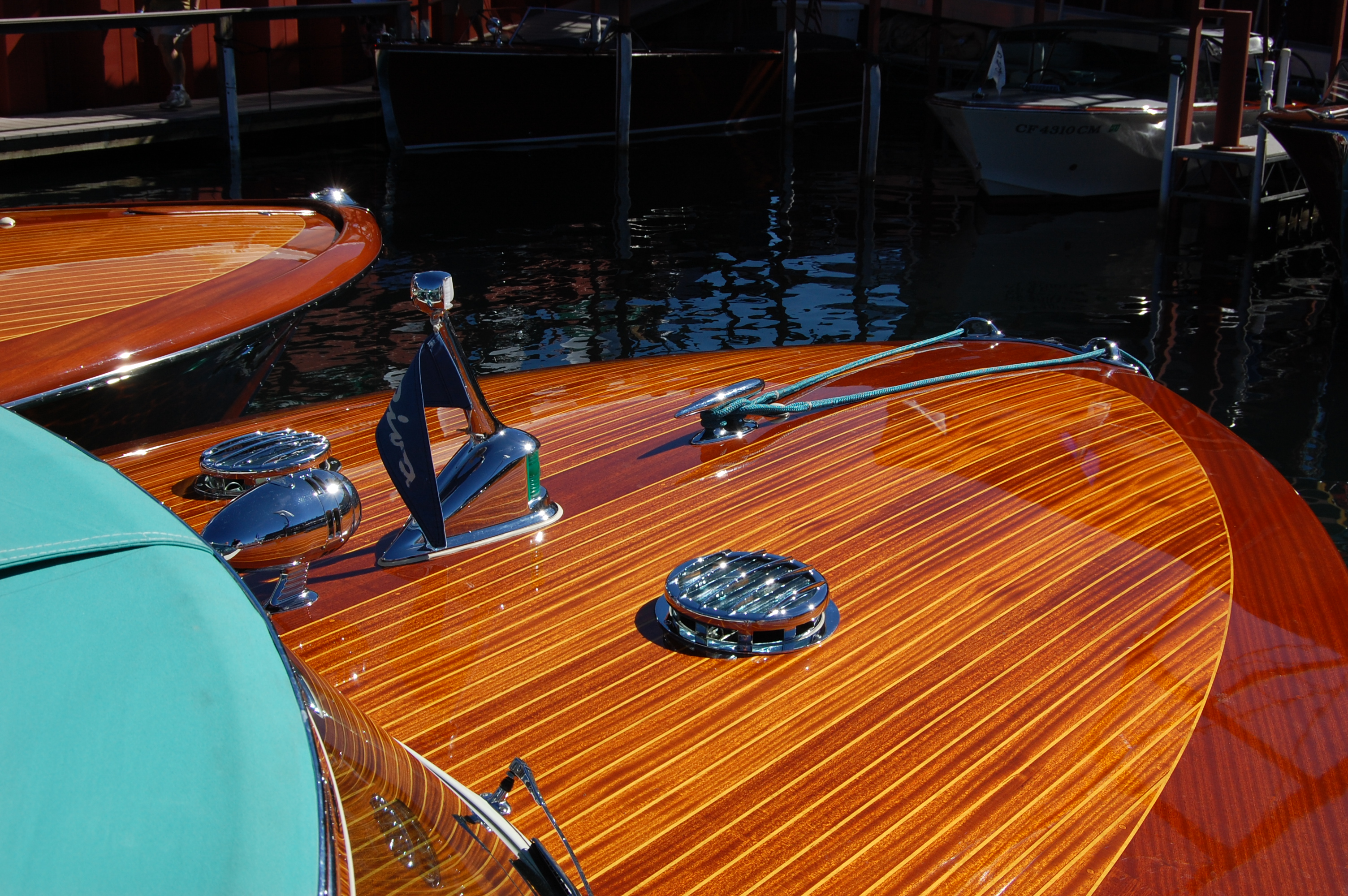
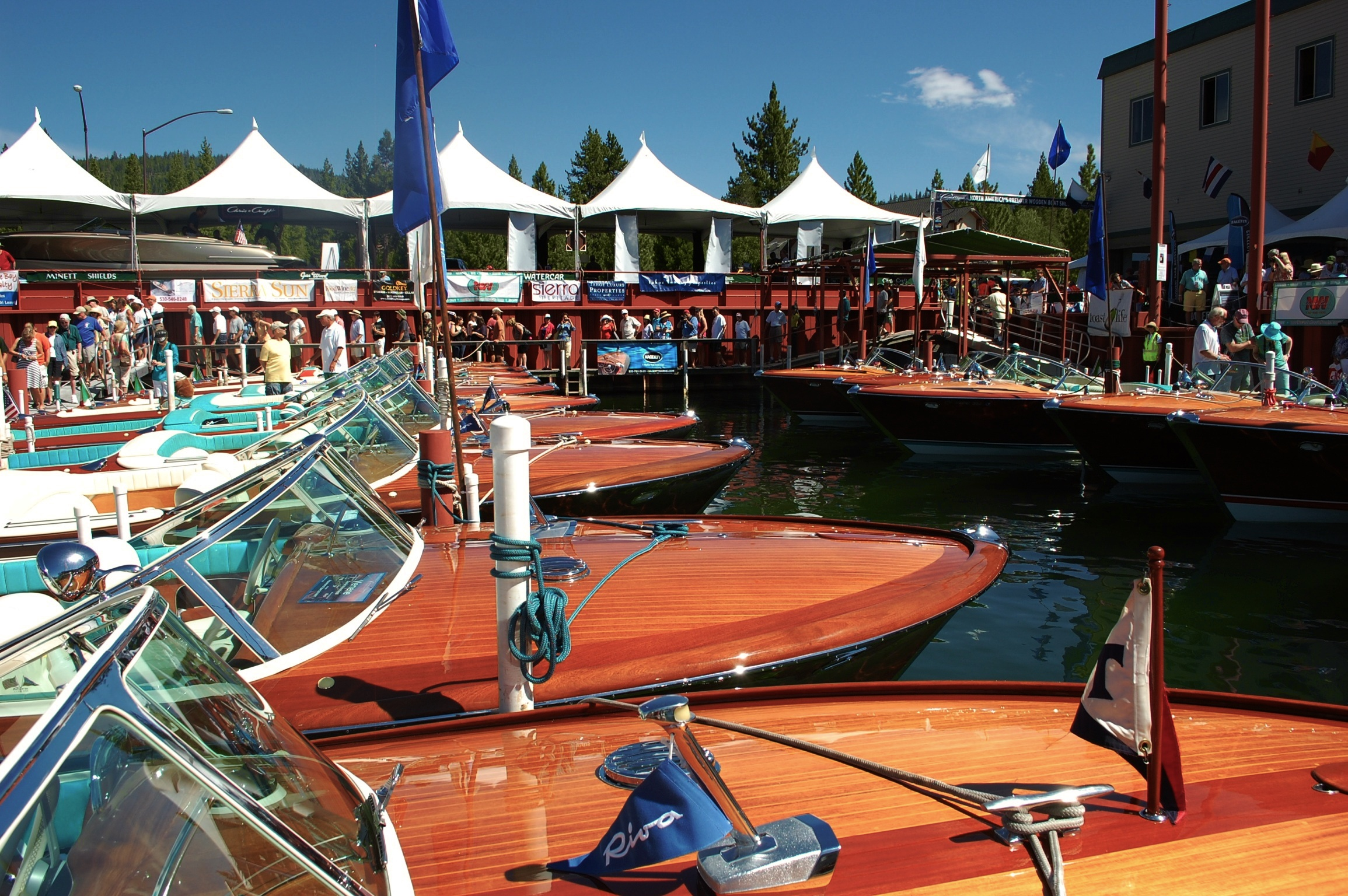
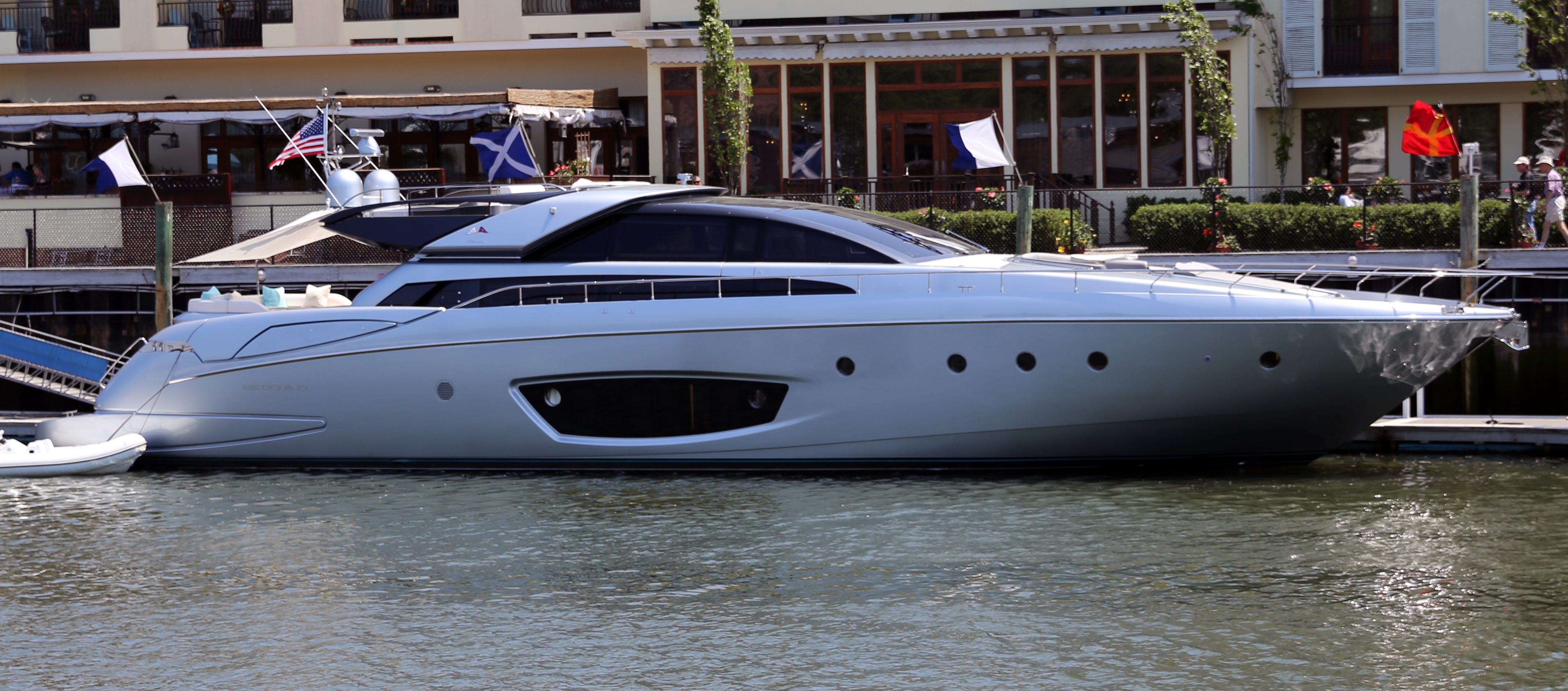
Riva Domino 86'
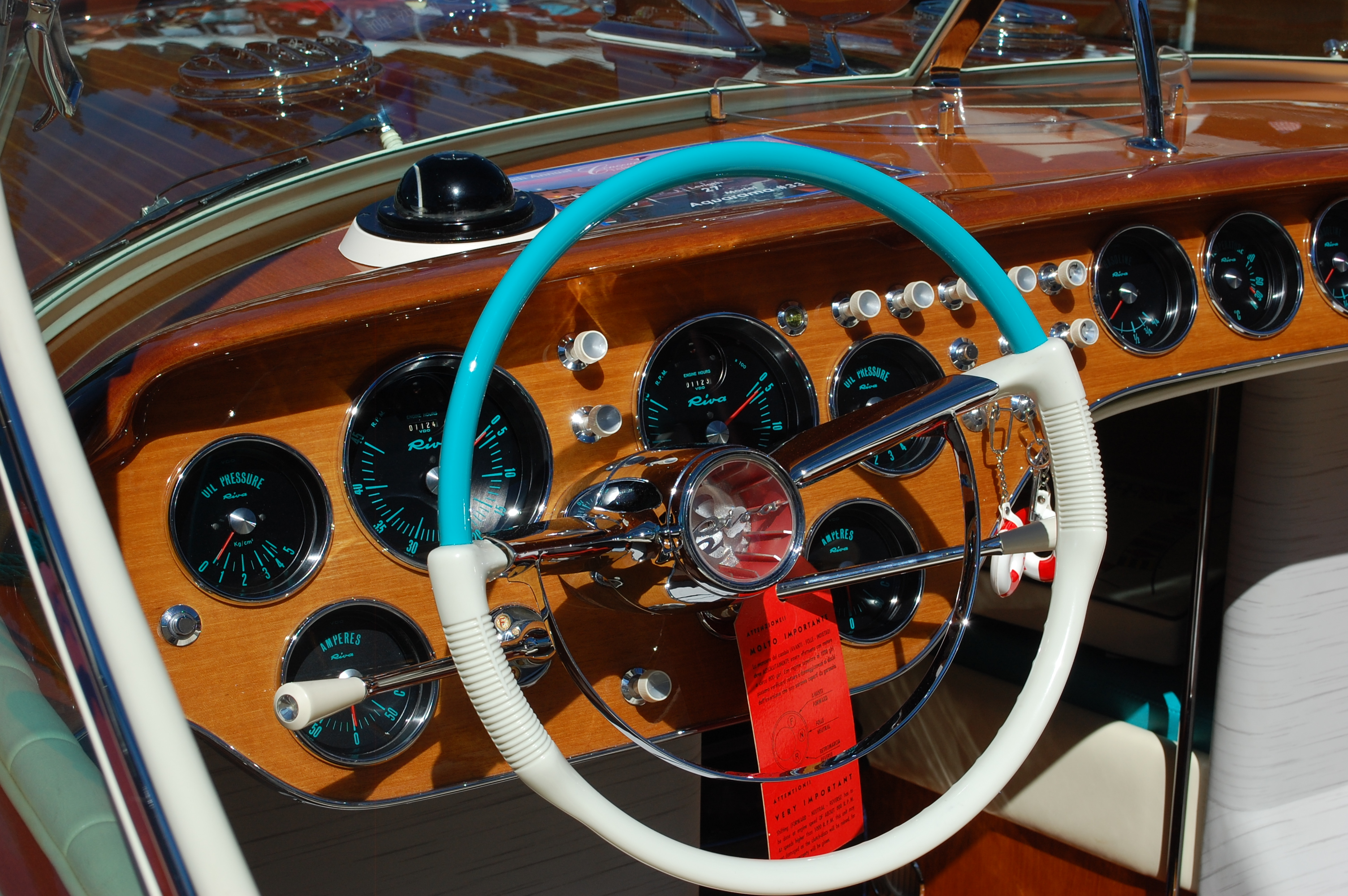
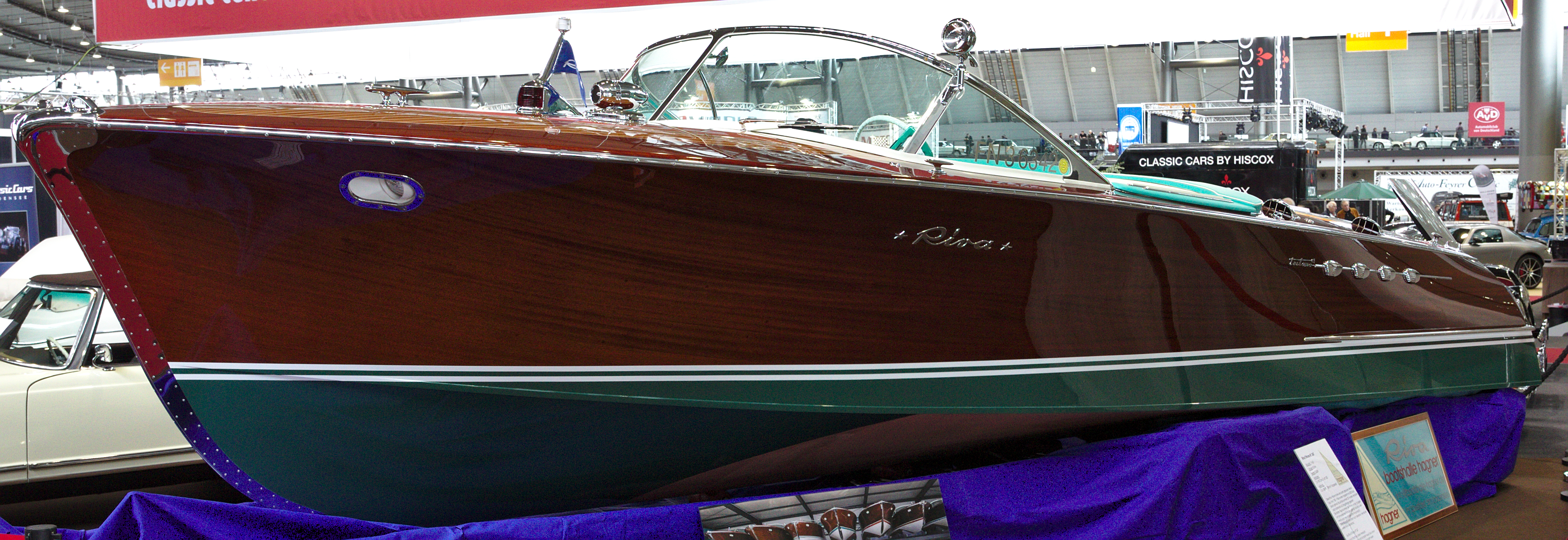
Riva Tritone N. 247 (1965)